# Удине (округ)
Округ Удине (итал. Provincia di Udine) је округ у оквиру покрајине Фурланија-Јулијска крајина у крајње североисточној Италији. Седиште округа и највеће градско насеље је истоимени град Удине.
Површина округа је 4.905 км², а број становника 539.224 (по попису из 2001. године).

## Природне одлике
Округ Удине се налази у крајње североисточном делу државе и граници се са Словенијом на истоку и Аустријом на северу. Мањи, јужни део округа је равничарски, крајње источни део Падске низије. Северни, већи део је брдско-планински, део јужних Алпа. Најважнији водоток је река Таљаменто.

## Становништво
По последњим проценама из 2008. године у округу Удине живи више око 540.000 становника. Густина насељености је преко 110 ст/км².
Поред претежног италијанског становништва у округу живе и Немци и Словенци. Немачка национална мањина живи у најсевернијем делу округа, до аустријске границе, а словеначка до Словеније.

## Општине и насеља
У округу Удине постоји 137 општина (итал. Comuni).
Најважније градско насеље и седиште округа је град Удине (99.000 становника). Други по важности је град Кодроипо (15.000 становника) у јужном делу округа. У северном, алпском делу највеће насеље је Толмецо (11.000 ст.).
Од мањих насеља познати су Палманова и Аквилеја.